# Pep Prats i Lladó
Josep Prats i Lladó, més conegut com a Pep Prats i Lladó (Sant Feliu de Llobregat, 18 de març de 1953) és un director de cor i pedagog musical català. Ha dirigit diversos cors entre els quals hi ha el cor Música Ficta (1975-1981), la Coral Allegro (1989-1999), els cors dels Tallers de l’Arc (1983-1992), el Cor de la Universitat Pompeu Fabra de Barcelona (1992-1997), el Cor Ciutat de Tarragona (1987-2018) i la Coral Cantiga (1981-2021), de la qual ha estat director durant més de 40 anys.

## Biografia
Pep Prats i Lladó va estudiar al conservatoris de música de Barcelona i Badalona i va tenir de mestres prestigiosos directors com Antoni Ros-Marbà, Jordi Casas, Erwin List, Laszlo Heltay, Pierre Cao o Michel Corboz. Ha estat professor de l'Institut del Teatre de Barcelona i del Conservatori Superior de Música del Liceu, director associat del Coro de Radiotelevisión Española (Madrid) i director convidat per diferents cors, tant amateurs com professionals. Ha treballat en nombrosos festivals corals d'arreu del món celebrats als Països Catalans, França, Bèlgica, Anglaterra, Alemanya, Portugal, Espanya, Argentina i Xile, entre aquests hi ha les edicions del festival Europa Cantat a Linz (Àustria), Nevers (França) i Barcelona (Catalunya). Ha estat membre de jurats de competicions corals a Tolosa, Trelew, Amiens, Riva del Garda, Des Moines o Maasmechelen i ha impartit cursos de direcció coral als Països Catalans, França, els Països Baixos, Portugal, Espanya, Xile, Brasil i Argentina.
Ha desenvolupat també una intensa tasca en el camp de l’educació musical. En aquest sentit, entre d'altres, ha estat el director del programa Cantània, iniciativa destinada a escolars de cicle mitjà i superior de primària que de manera participativa preparen un obra musical des de l'Auditori de Barcelona. També ha estat implicat com a responsable tècnic de la Federació Catalana d’Entitats Corals (1983-1985) i com a organitzador del Permanent Music Committee de la Federació Europea de Joves Corals-Europa Cantat.
D’entre els cors que ha dirigit destaca especialment el Cor Ciutat de Tarragona (1987-2018), amb 30 anys de direcció, i, oimés, la Coral Cantiga (1981-2021) de Barcelona, de la qual ha estat director durant més de 40 anys. Especialment amb aquestes dues corals, més enllà del repertori clàssic, ha volgut entrellaçar l’activitat coral amb altres disciplines artístiques com la dansa, el teatre i la poesia amb el muntatge d'espectacles. Així també ha promogut l’estrena d’obres i la col·laboració estreta amb compositors, especialment amb Albert Guinovart i Feliu Gasull.